# Akademia smorgońska

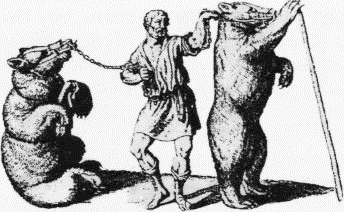
Tresura niedźwiedzi

Akademia smorgońska – żartobliwe określenie sławnego w Europie ośrodka, w którym Cyganie tresowali niedźwiedzie. Znajdował się on w miejscowości Smorgonie w powiecie oszmiańskim, na terenie dzisiejszej Białorusi. 
W przekazach historycznych z XIX wieku przypisywano założenie Akademii Karolowi Radziwiłłowi Panie Kochanku. Jednak istnieją wzmianki źródłowe poświadczające jej wcześniejszy rodowód: francuski Jezuita, Philippe Avril, przebywający w Polsce od 1687 do 1689, opisuje w swojej relacji z podróży znajdującą się w Smorgoniach „Akademię, gdzie się tresuje niedźwiedzie przeznaczone do oprowadzania od miasta do miasta po całej Europie”. Później, w 1708, Jöran Nordberg, opisując Smorgonie, pisze: „co się tyczy tego miasta, jest ono znane z tego, że wszystkie tańczące niedźwiedzie, jakie grasują po świecie, mają tu swoją wyższą szkołę i właściwe schronienie”. Już w początkach XVII wieku jedna z ulic miejscowości nosiła nazwę Skomorojsza, co historyk Ryszard Kiersnowski proponuje tłumaczyć jako Niedźwiedzia lub Niedźwiedzka, względnie Niedźwiednicza.
Według innych źródeł „niedźwiedzią akademię” założył magnacki ród Zenowiczów. Ku tej teorii skłania się Kiersnowski, wskazując na inne liczne fundacje tego rodu i fakt, że Radziwiłłowie przejęli Smorgonie dopiero w 1668 roku. 
W 1731 pisarz Jan Stanisław Jabłonowski w dziele Ezop nowy polski używa sformułowania „Aż do Smorgonii walą się niedźwiedzie”, co dowodzi rosnącej popularności Akademii. Rozkwit sławy Akademii smorgońskiej przypadł na czasy Karola Radziwiłła Panie Kochanku, który znacznie ją rozbudował, zadanie reorganizacji powierzając sprowadzonej w tym celu grupie Cyganów pod przywództwem Jana Marcinkiewicza. Cenne źródło historyczne na temat Akademii stanowi relacja oficera wojsk polskich Henryka Brandta, który w 1812 przebywał w Smorgonii i opisał urządzenie ośrodka oraz metody tresury:

W obszernej izbie [...] podłoga jest urządzona w ten sposób, że można ją rozgrzać. Wtedy wprowadzają tam młodego niedźwiedzia w drewnianych sandałach na tylnych łapach i naturalnie rozpalona podłoga parzy mu podeszwy u przednich łap. Niedźwiedź wtedy się podnosi w górę i usiłuje oprzeć o ścianę przednimi łapami, ale odpędzają go biciem. I robią to dopóty, aż biedne zwierzę nauczy się stać prosto na dwóch łapach, chodzić i wykonywać inne sztuki na rozkaz [...] Jak tylko niedźwiedź nauczy się stać i chodzić, przeciągają mu kółko przez nozdrza jako przygotowanie do kursu wyższego, to jest do nauki tańca przy odgłosie bębna i piszczałki, a po skończonej edukacji zwierzę wyrusza w podróż po Europie w towarzystwie jednego z nauczycieli.

Podobne, choć różniące się w szczegółach, relacje spisali Karol Surowiecki w 1821 oraz Eustachy Tyszkiewicz kilka dekad później.

Współczesny herb miejscowości Smarhoń (dawne Smorgonie) na Białorusi

W czasach świetności Akademii na terenie ośrodka szkolono jednocześnie kilkadziesiąt niedźwiedzi oraz małp. Tresowano wyłącznie samce, które łapano najpewniej w Puszczy Żuprańskiej i innych lasach należących do Radziwiłłów. Każdy z niedźwiedników co rok powracał do Smorgonii na okres zimowy, rozliczając się z zarobionych w trasie pieniędzy z „królem”, cygańskim zarządcą Akademii. Taki model funkcjonowania ośrodka gwarantował jego samowystarczalność finansową. Akademia przestała funkcjonować po wybuchu powstania listopadowego i wiążącej się z nim konfiskaty Smorgonii przez Rosjan. 
Pomimo upadku Akademii smorgońskiej jej popularność i sława w XIX stuleciu utrzymywały się, a nawet rosły. Niemiecka encyklopedia opublikowana w 1840 wymienia miejscowość Smorgonie jako ośrodek tresury niedźwiedzi. Artykuł o Akademii pojawił się także w 1865 w paryskim czasopiśmie „Le Monde ilustré”. 
W okresie międzywojennym jedna z wileńskich grup artystycznych, działająca od 1932 do 1934, przyjęła korespondującą z legendą ośrodka nazwę „Smorgonia”. Należał do niej m.in. Konstanty Ildefons Gałczyński. Już w XVIII wieku w związku z legendą Akademii zaistniały w polszczyźnie żartobliwe, deprecjonujące określenia, takie jak „gagatek smorgoński” i „akademik smorgoński”.
Akademia smorgońska, choć najsławniejsza, nie była jedynym ośrodkiem niedźwiedników na ziemiach litewskich. Podobne hodowle znajdowały się m.in. w Siermieżewie, Kiejdanach i Romanowie. Ród Czartoryskich posiadał w XVIII stuleciu swój własny ośrodek niedźwiednictwa w Klewaniu. Tradycja tresury niedźwiedzi była popularna również w Rosji, gdzie najsłynniejsza hodowla znajdowała się w miejscowości Sergacz. Na terenie Europy Zachodniej istniały ośrodki szkolenia niedźwiedzi we wsiach Ustou oraz Sentein w Pirenejach. Osobną tradycję niedźwiednictwa kultywowano na Bałkanach, gdzie zwyczaj ten przetrwał najdłużej.